# Radiowy Dom Kultury
Radiowy Dom Kultury – magazyn, ukazujący się na antenie Programu III Polskiego Radia od października 2004 roku. Nadawany jest w każdą sobotę między 13.00 a 15.00 (dawniej między 12.00 a 15.00, później do 14:00). Na początku swego istnienia był programem o charakterze muzyczno-informacyjnym, obecnie – informacyjno-muzycznym.
Audycję przygotowują: Agnieszka Szydłowska (prowadzenie, kierownik), Agnieszka Obszańska (która zastąpiła Michała Margańskiego po jego odejściu do Programu I Polskiego Radia) i Michał Nogaś (instruktorzy).
Z Radiowym Domem Kultury stale współpracują dziennikarze, artyści, kuratorzy i krytycy sztuki oraz literatury, a także animatorzy kultury. Do tej grupy należą między innymi: Bogna Świątkowska, Justyna Sobolewska, Aneta Szyłak, Ewa Gołębiowska, Bartosz Marzec, Szymon Holcman, Martyna Sztaba, Marcel Andino Velez, Agnieszka Wołodźko, Tomasz Pindel, Joanna Warsza, Joanna Sokołowska, Magdalena Kardasz, Adam Gawęda, Michał Sobelman, Milada Ślizińska, Iwona Zając, Kaja Pawełek, Stach Szabłowski czy Urszula Śniegowska.
W programie pojawiają się goście z całego świata. Byli to między innymi: Sonic Youth, Róisín Murphy, Etgar Keret, Beastie Boys, Lao Che, L.Stadt, Yoko Ono, Sigur Rós, CocoRosie, Terence Davies, gwiazdy Open’er Festival. 
Radiowy Dom Kultury jest programem rzadko nadawanym ze studia Programu III Polskiego Radia. Dziennikarze podróżują po Polsce i świecie. Magazyn gościł między innymi w: Gdyni (co roku w czasie Open’er Festival), Wrocławiu, Gdańsku, Krakowie, Cieszynie. Na jego łamach pojawiały się także relacje między innymi z Hiszpanii, Francji, Niemiec, Izraela, Ukrainy i ze Stanów Zjednoczonych.

## Plebiscyt na najważniejsze wydarzenia kulturalne roku
Radiowy Dom Kultury prowadzi plebiscyt na najważniejsze wydarzenia kulturalne mijającego roku.
- 2004-2007

Wśród laureatów w latach 2004-2007 znaleźli się między innymi: zespół Hey, Katarzyna Nosowska, Open’er Festival i Gutek Film.
- 2008

3 stycznia 2009 roku ogłoszone zostały wyniki Plebiscytu 2008. Za najlepszą książkę słuchacze Radiowego Domu Kultury uznali Kieszonkowy atlas kobiet Sylwii Chutnik. Najlepszą płytą wybrano Gospel płockiego zespołu Lao Che. Z kolei najlepszym wydawnictwem DVD został film Control o życiu Iana Curtisa, lidera zespołu Joy Division. Najważniejszym wydarzeniem roku 2008 okazał się, według słuchaczy programu Open’er Festival.
- 2009

26 grudnia 2009 roku zaprezentowano wyniki Plebiscytu 2009. Triumfowali: w kategorii książka roku "Biała gorączka" Jacka Hugo-Badera, w kategorii płyta roku Miłość! Uwaga! Ratunku! Pomocy! zespołu Hey, wydarzeniem roku – po raz kolejny - słuchacze Radiowego Domu Kultury wybrali Open’er Festival.
- 2010

25 grudnia 2010 roku przedstawiono wyniki głosowania słuchaczy w Plebiscycie 2010. Zwyciężyli: w kategorii książka roku Wojciech Mann i RockMann, czyli jak nie zostałem saksofonistą, w kategorii płyta roku Monika Brodka z płytą Granda, a w kategorii wydarzenie roku – nagrodzono znów Open’er Festival.
- 2011

31 grudnia 2011 roku ogłoszono wyniki Plebiscytu 2011. Zwyciężyli: w kategorii książka roku Michał Witkowski za powieść kryminalną Drwal, w kategorii płyta roku Katarzyna Nosowska za 8, a w kategorii wydarzenie roku – Off Festival. Honorowy tytuł (w kategorii wydarzenie roku) otrzymał Open’er Festival.

## Kulturysta Roku
Od roku 2010 Radiowy Dom Kultury przyznaje honorowy tytuł „Kulturysty Roku”. 
- pierwszą laureatką została krakowska artystka i performerka Cecylia Malik[1]
- 2011 – Honza Zamojski[1], poznański artysta, kurator i wydawca
- 2012 – Daniel Rycharski[1]
- 2013 – Monika Wolańska[1]
- 2014 – Michał Szlaga[2]
- 2015 – Iwona Furmańczyk[3]